# Cazin (kommun)
Cazin är en kommun i Bosnien och Hercegovina, sedan 2020 med stadsstatus. Den ligger i Una-Sana kanton i Federationen Bosnien och Hercegovina, i den nordvästra delen av landet, 230 km nordväst om huvudstaden Sarajevo.
Vid folkräkningen 2013 hade kommunen 66 143 invånare, varav 96 % uppgav att de var bosniaker eller muslimer. Kommunen gränsar till kommunerna Bihać, Velika Kladuša, Bosanska Krupa och Bužim.
Under kriget i Bosnien-Hercegovina tillhörde kommunen Cazin den s.k "Bihac-enklaven", som var en av de fem så kallade säkra zonerna i landet. Efter folkmordet i Srebrenica (Srebrenica var en annan säker zon) var man rädd att Bihac-enklaven och dess muslimska invånare skulle få samma tragiska öde. Enklaven var belägrad i totalt 3 år och 1 månad av serbiska armén i Serbiska republiken Krajina i Kroatien och Republika Srpskas armé i Bosnien. Varken mat, mediciner eller vatten kom in i enklaven, samtidigt som enklaven blev granaterad och beskjuten dagligen. Under "Operation Storm" i augusti 1995 befriades enklaven av den kroatiska armén från Kroatien med hjälp av den bosniska armén (som dock var dåligt beväpnad p.g.a vapenembargot mot enklaven vilket gjorde det omöjligt för lokalbefolkningen att skydda sig). Under kriget dödades cirka 1000 av Cazins invånare och cirka 10.000 sattes på flykt.

## Demografi
| Årtal              | 2013             | 1991             | 1981             | 1971             |
| ------------------ | ---------------- | ---------------- | ---------------- | ---------------- |
| Bosniaker/Muslimer | 63 773 (96,41 %) | 61 693 (97,29 %) | 55 401 (97,00 %) | 43 880 (96,50 %) |
| Serber             | 29 (0,044 %)     | 778 (1,22 %)     | 826 (1,44 %)     | 1 196 (2,63 %)   |
| Kroater            | 320 (0,484 %)    | 139 (0,21 %)     | 122 (0,21 %)     | 175 (0,38 %)     |
| Jugoslaver         | 7 (0,01 %)       | 430 (0,67 %)     | 529 (0,92 %)     | 51 (0,11 %)      |
| Övriga             | 2 020 (3,054 %)  | 369 (0,58 %)     | 232 (0,40 %)     | 166 (0,36 %)     |
| Totalt             | 66 149           | 63 409           | 57 110           | 45 468           |

## Byar som tillhör kommunen Cazin
- Bajrići
- Brezova Kosa
- Bukovica
- Cazin
- Crnaja
- Čajići
- Čizmići
- Ćehići
- Ćoralići
- Donja Barska
- Donja Koprivna
- Donja Lučka
- Glogovac
- Gornja Barska
- Gornja Koprivna
- Gornja Lučka
- Gradina
- Hadžin Potok
- Kapići
- Kličići
- Kovačevići
- Krakača
- Krivaja
- Liđani
- Liskovac
- Ljubijankići
- Majetići
- Miostrah
- Mujakići
- Mutnik
- Osredak
- Ostrožac
- Ostrožac na Uni
- Pećigrad
- Pivnice
- Pjanići
- Podgredina
- Polje
- Ponjevići
- Prošići
- Rošići
- Rujnica
- Skokovi
- Stijena
- Šturlić
- Šturlićka Platnica
- Toromani
- Tržac
- Tržačka Platnica
- Tržačka Raštela
- Urga
- Vilenjača
- Vrelo
- Zmajevac